# Rabat (Malta)
Rabat ili Ir-Rabat je gradić kraj starog glavnog grada Mdina na Malti. U gradu živi 11462 stanovnika (studeni 2005.). Njegova povijest seže 2000 godina unazad, kada je činio dio drevnog rimskog grada Melite. Rabat na arapskom znači predgrađe.

## Zanimljivosti
Dijelovi filma Troja, i München su snimljeni u ovom gradiću.

## Poveznice
- Slušbena stranica (engliski)  Arhivirana inačica izvorne stranice od 11. kolovoza 2007. (Wayback Machine)